# Bản chương sở
Bản chương sở (板章所, Imperial Records Office) là một trong 4 sở Nội các (Bí thư sở, Bản chương sở, Ty luân sở, Thượng bảo sở) thời Nguyễn Thiệu trị trở về sau. Bản chương sở coi giữ châu bản ngự bút, châu phê, châu điểm, châu khuyên, châu mạt, châu cải cùng những phó bản biểu chương, sổ sách.[1]
Tiền thân Bản chương sở là Biểu bạ tào, được đặt ra vào năm Minh Mạng 10 (1829) khi vua chuẩn việc lập cơ quan Nội Các. Năm Thiệu Trị 4 (1844), Biểu bạ tào được đổi tên thành Bản chương sở, chia làm 3 chương là chương Lại Hộ, chương Lễ Binh, chương Hình Công, là các văn phòng lưu trữ, đóng thành tập các tài liệu từ những bộ / ty / đô khác nhau: Ba chương gồm:
- Lại Hộ Chương (吏戶章, Civil Affairs Ministry & Personnel Ministry Imperial Records Chapter) - văn phòng lưu trữ các tài liệu trên liên quan đến bộ Lại, bộ Hộ, viện Cơ Mật, viện Đô Sát
- Lễ Binh Chương (禮兵章, Rites Ministry & Military Ministry Imperial Records Chapter) - văn phòng lưu trữ các tài liệu trên liên quan đến bộ Lễ, bộ Binh và một số cơ quan
- Hình Công Chương (刑工章, Justice Ministry & Works Ministry Imperial Records Chapter) - văn phòng lưu trữ các tài liệu trên liên quan đến bộ Hình, bộ Công và một số cơ quan